# 鄉土文學
鄉土文學（臺灣鄉⼟⽂學）之內涵是臺灣⼈⺠的⽂學。反省臺灣⼈⺠⽣活樣貌、反映⼈⺠⽣存、認同困境的⼩說，均是臺灣鄉⼟⽂學的⼀部分，臺灣的鄉⼟⽂學往往流露著⼈道主義的關懷。⽂學與社會是息息相關的，作品的背景樣貌往往與作者的⽣命有相當程度的貼合，⽽以現實主義創作理念⽽成的現實主義⼩說，更將作者所熟悉的世界觀、⼈⽣觀搬演到⽂學創作中。
1976年署名「北斗」的作者曾在《中國時報》上定義說：「 鄉土」 並不僅僅是指本鄉本土。 「 鄉土」最重要的是其中的文化， 尤其是具有相同文化模式的人民。而鄉土文學所最重要的，也不僅僅是寫本鄉、 說本土，而是鼓吹對鄉土的熱愛，抒發對本土的瞭解，激起對文化的關懷。 ⋯⋯當然，「 用楚聲，作楚語，言楚事。 」 也能算是鄉土。 但那是就形式而言，而且只能算是地域， 不是鄉土。 鄉土就更嚴格的意義而言， 是指更廣大的「 本土精神」的闡發。
1977年葉石濤在〈台灣鄉土文學史導論〉中呈現的是：鄉土文學並不受語言和省籍的制約，只要是生活在台灣這塊土地上的人在精神和心理層面上有共通經驗所寫出來的作品就是鄉土文學。 簡單說來， 種族、省籍顯然不是作為「 鄉土文學」 與否的判定標準。

## 背景

#### 日治時期
1930年代針對鄉⼟⽂學該使⽤中國⽩話⽂或臺灣話⽂曾引起論戰，稱為台灣話文論爭，或稱鄉⼟⽂學論戰等。就歷史背景⽽⾔，論戰發⽣在世界性左翼思潮盛⾏的1930年代。1930年（昭和5年）8⽉，黃⽯輝⾸先在左翼⾊彩強烈的《伍⼈報》上發表〈怎樣不提倡鄉⼟⽂學〉⼀⽂，主張「鄉⼟⽂學」的內涵必須在內容上書寫臺灣，形式上則使⽤臺灣話⽂以達成⾔⽂⼀致，引爆了將近四年間關於建設臺灣⽂學的內容與形式之論戰。其討論議題之集中、參與⼈數之眾、涉及媒體之廣，都是⽇治時期罕⾒的。

#### 戒嚴時期
相對於反共文學和中國舊文學、懷鄉文學為文壇的官方主流，鄉土文學發展在1970年代逐漸成為文壇的主流，其風格是質樸和寫實，但相對地在寫作基礎上產生具有代表性人文思辨價值。。

#### 解嚴之後
懷鄉文學與鄉土文學的對立與矛盾，發生角色錯置現象，[2] [3] 許多作者失去了原本習慣的定位，但也因此產生更多元的創作角度，從而省思政治啞觴文學自主的負面影響與損傷，並且釐清鄉土文學與族群文學、政治文學的差異，其更多的是人文真正堅持到底的集體認同與記憶、歷史弱勢族群意識而不帶過多尖酸刻薄的政治宣導。陳芳明認為：「作為知識份子，祇能扮演永遠反對者的角色。」這些論述自主的讓鄉土文學擺脫了政治的附會，並為臺灣文人作出更寬廣的定位。
近年來本土意識盛行，鄉土文學雖不完全等於本土意識，加諸文化外交、文化觀光、社區營造等文化既定政策，鄉土文學仍繼續受到許多重視與政府支持。

## 論戰
通常認為台灣文學史上有兩次「鄉土文學論戰」。第一次鄉土文學論戰以黃⽯輝在《伍⼈報》上發表〈怎樣不提倡鄉⼟⽂學〉為起點，發生在1930年代初期，內容涵蓋臺灣⽂學的語⾔使⽤、內容寫作和路線的探討。第⼆次鄉⼟⽂學論戰發⽣於1977年4⽉，《仙⼈掌》雜誌發表銀正雄、王拓、朱⻄寧對鄉⼟⽂學論爭的3篇⽂章；點燃戰火的余光中，於8⽉20⽇的《聯合報》副刊發表〈狼來了〉⼀⽂，抨擊臺北有⼈公開提倡⼯農兵⽂學。
學者陳淑容認為，1930年代鄉土文學論戰主要討論的內容包括： 1. 對「 鄉土文學」 定義的歧見。基本上雙方都不反對「 鄉土文學」 的內容要描寫台灣， 問題產生在對「 鄉土文學」 認知的不同而使得議論失焦。 2. 選擇用「 台灣話文」或「 中國白話文」 以表現台灣文學， 亦即關於書寫工具的選擇， 這點後來成為論戰的主軸。 3. 如何建設、 表記台灣話文， 乃台灣話文支持者內部的辯論。 論戰的焦點集中在後兩部分， 亦即著重的是形式上的文字論， 至於文學論反倒相當稀薄。
學者彭瑞金認為：1977年第二次鄉土文學論戰，嚴格說起來，和立⾜臺灣⼤地、關懷鄉⼟、關⼼現實的「鄉⼟⽂學」，並沒有直接的關係，只是臺灣境內國、共兩黨⽂⼈的意識型態之爭。
由於描述驟變中的政治與社會環境的景況，爭議、批評就無可避免的爆發且立場複雜，有些流於形式或是文體的爭論中，有些則反思若除去政治外部壓力後鄉土文學價值的純粹性，詳見「台灣鄉土文學論戰」。
部分現代詩人在論戰過程中，借政治力鏟除文壇異己，向當局指控對論者為政治思想犯行者，在文壇上形成類似白色恐怖的箝制力量，鄉土文學作者、文學評論家多半首當其衝。例如1977年8月20日余光中發表的著名文章〈狼來了〉開篇說：「回國半個月， 見到許多文友：大家最驚心的一個話題是『 工農兵的文藝， 台灣已經有人在公然提倡了！ 』」1978 年1 月 1 日， 洛夫在《聯合報》 副刊上，公開批判：「 在所謂『 鄉土文學』及『 社會寫實主義』 雙重掩護之下，三十年代『 普羅文學』意識形態的借屍還魂，甚至有人在有意或無知之間公開倡導『 工農兵文藝』，以圖污染這塊純淨的文學園地」[6]。
部分人士於論戰中攻訐作者的身世、族群，使論戰的焦點產生偏差。如水晶發表在《明報月刊》上的〈假洋鬼子的自白〉一文中說：「（朱西甯、司馬中原、段彩華）出身軍中，名字經常聯在一起，作品不帶洋味，但也有人譏之為『偽鄉土』，……因此產生了大批作家，像現代詩中的知名之士……諸人，都是軍人，這是一種特殊政體下極其奇特的現象。」

## 影響
「鄉土文學」的論述角度極為多方、多重而複雜，母語、信仰、價值、人際關係重組，一個個階段呈現了多元化的面貌，豐富了現代文學的多種可能形式、意識型態的變化，逐漸形成新的流行文化底蘊散佈到其他文化領域，與世界各國的文化、信仰交流，因隨著政治上解嚴後創作能量不再受到壓抑，漸漸喪失原來的時代感旗幟鮮明的方向與反思立場，每個時期的論述也被凝結、形成變動時代的代表性記憶。
促進鄉土政治進程，政治性敘述作品，獲得回響後，在民選時代導致部分作者最後成為從政人員。[6]
促進鄉土教育發展，臺灣在1993年新修訂國民小學課程標準將加入「鄉土教學活動」課程標準，首次加入台灣本土文化，使課程回歸到學生的實際生活環境。1994年，國中課程出現重大變革，教育部頒佈鄉土教學綱要，規劃一年級「認識台灣」（含歷史、地理、及社會）的綜合教材成為必讀的教科書。[7]
促進文史工作發展，鄉土文學在回歸找尋特有經驗的前提下，使政府開始意識對方言文字教育制度重新建構，對地名重新做意義尋根如基隆（雞籠）、鹿港摸乳巷、屏東的紅柴坑（紅屁股）等文史工作再度交織起來，以紀錄片等視覺角度融合外來文化方法，高質地幫助使人們了解自己所處的時空環境價值，讓新一代拋棄疏離感重新認同、親近、熱愛自己的原生文化土壤。
探討城鄉偏差現象，老高齡化社群的落寞，年人是社會轉型下的犧牲者，這些人熟稔地方文化，生時缺乏關懷與福利，甚至死無人知，往往被留在台灣某一處的山區或鄉村，寧靜地消逝，台灣社會變遷急遽老化的問題，提醒民眾重視目前台灣社會問題中最具人文矛盾的問題。
經濟上，反映惡質的政治勢力與經濟力對純樸農村、社區聚落的侵蝕，家庭凝聚力瓦解，切斷了城鄉間原先共同生活的臍帶，工殤升高、犯罪升高；伴隨監獄人權擴及受刑人的家庭關懷機制與社會接納環境改善問題；社區反對工廠興建、反對公權力的錯誤決策與衝突，使地方居民的老人、婦女、孩子往往成為付出代價的對象，使人們注意公權力被財團、國際汙染事業等勢力操作不當利用的情況。
這些提材使得相關電影、劇集、戲劇有了很好的發展方向與成果。
網路部落格鄉土文學的落實，進入網路時代，鄉土文學寫作成了極為便利的文化產業，每個人都能成立個人部落格、文史工作或是關懷特定社會議題的作者，成功的作者擁有高點閱率，熱烈的回應，促成實際書本發行或是影片拍攝。專門性議題，也能有很好的展望平台，但伴隨資訊氾濫，一些重要問題似乎較過去更難令人們共同持續關注。
另外，越來越多新生代部落格作品，拋開過去的沉重包袱，文圖並茂，對鄉土的視角似乎更加寬廣，更加清新。
促進 台語文學，因為骨幹是使用中文，造成「寫作即翻譯」的困境，臺灣有鄉土文學作家因此改以純粹的台文創作。

## 作家
●     賴和
●     黃石輝
●     郭秋生
●     蔡秋桐
●     許丙丁
●     楊逵
●     呂赫若
●     張文環
●     葉石濤
●     林海音
●     吳濁流
●     鍾理和
●     陳千武
●     鍾肇政
●     錦連
●     李喬
●     鄭清文
●     李魁賢
●     王禎和
●     黃春明
●     吳晟
●     洪醒夫
●     朱西甯
●     王拓
●     廖輝英
●     李昂